# Мухоловка зеленоспинна
Мухоло́вка зеленоспинна (Ficedula elisae) — вид горобцеподібних птахів родини мухоловкових (Muscicapidae). Мешкає в Китаї. Раніше вважався підвидом жовтоспинної мухоловки, однак був визнаний окремим видом.

## Поширення і екологія
Зеленоспинні мухоловки гніздяться на північному сході Китаю (Шаньсі, Хебей), взимку вони мігрують на Малайський півострів. Вони живуть у широколистяних лісах , зокрема в березових лісах Betula dahurica, на висоті від 800 до 1400 м над рівнем моря. Живляться комахами. В кладці 4 яйця, інкубаційний період триває 13 днів.